# 내 발 아래
《내 발 아래》(독일어: Der Boden unter den Füßen)는 2019년 오스트리아의 퀴어 영화이다. 마리 크로이처 감독의 작품으로 제69회 베를린 국제 영화제 경쟁 부문에 초청되었다.

## 시놉시스
젊은 컨설턴트인 롤라는 매주 100시간을 일하고 5개의 스포츠 활동을 한다. 그녀의 언니인 코니는 편집적 조현병 환자로 아파트를 떠날 수 없다. 코니는 수면제 120알을 삼켰음에도 살아 남는다. 롤라는 언니의 존재에 대해 그 누구에게도 이야기하지 않는다. 

## 출연진
- 발레리 파흐너 - 롤라 베겐슈타인
- 피아 히어체거 - 코니 베겐슈타인
- 마비 회르비거 - 엘리제
- 미셸 바르텔 - 비르기트
- 마르크 베냐민 - 제바스티안 젤리코프스키
- 악셀 지흐로프스키 - 바허씨
- 도미닉 마크 싱어 - 위르겐
- 메오 불프 - 클레멘스